# Nicolas Tournier

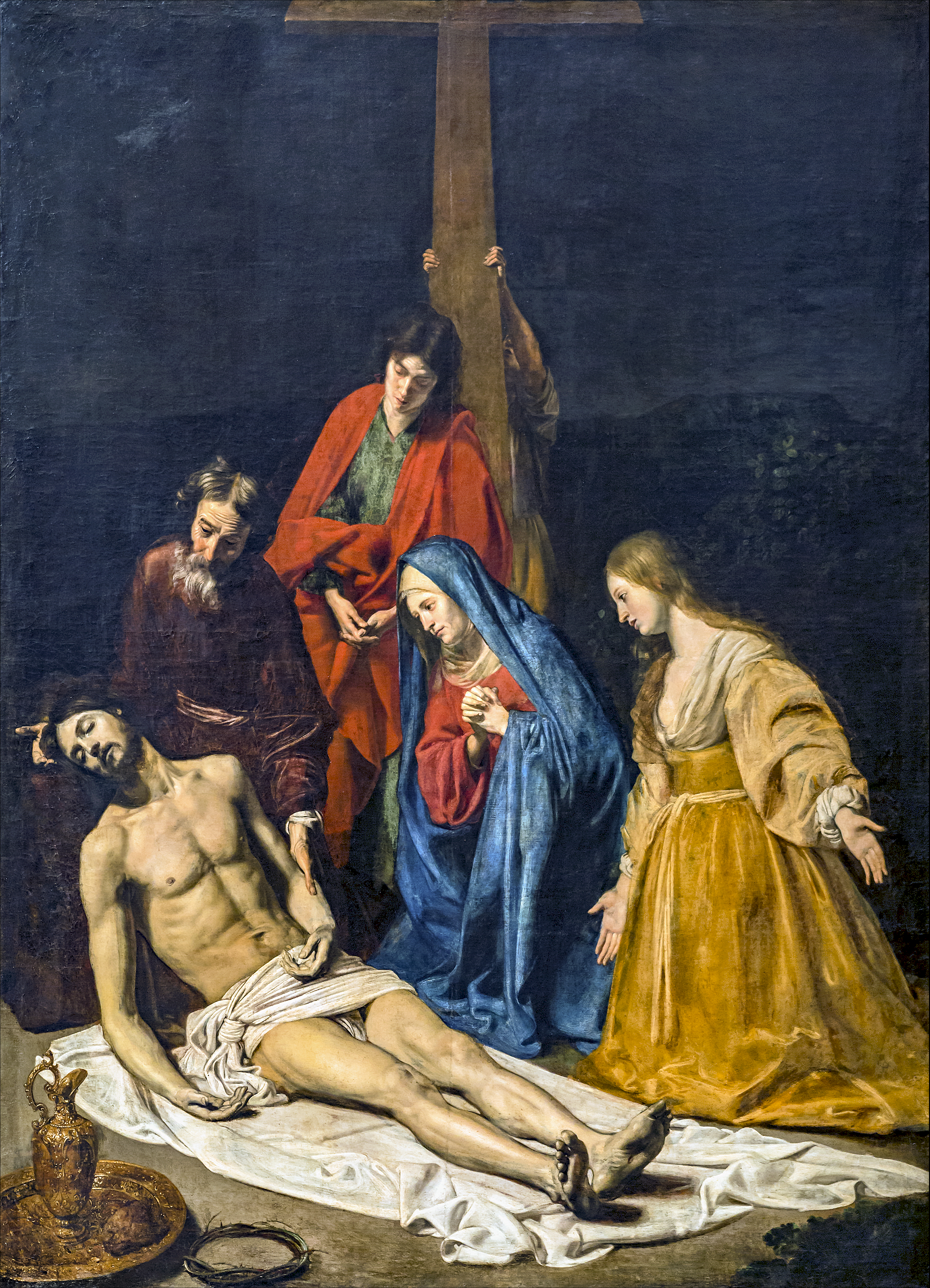
Nicolas Tournier, Cristo deposto dalla croce

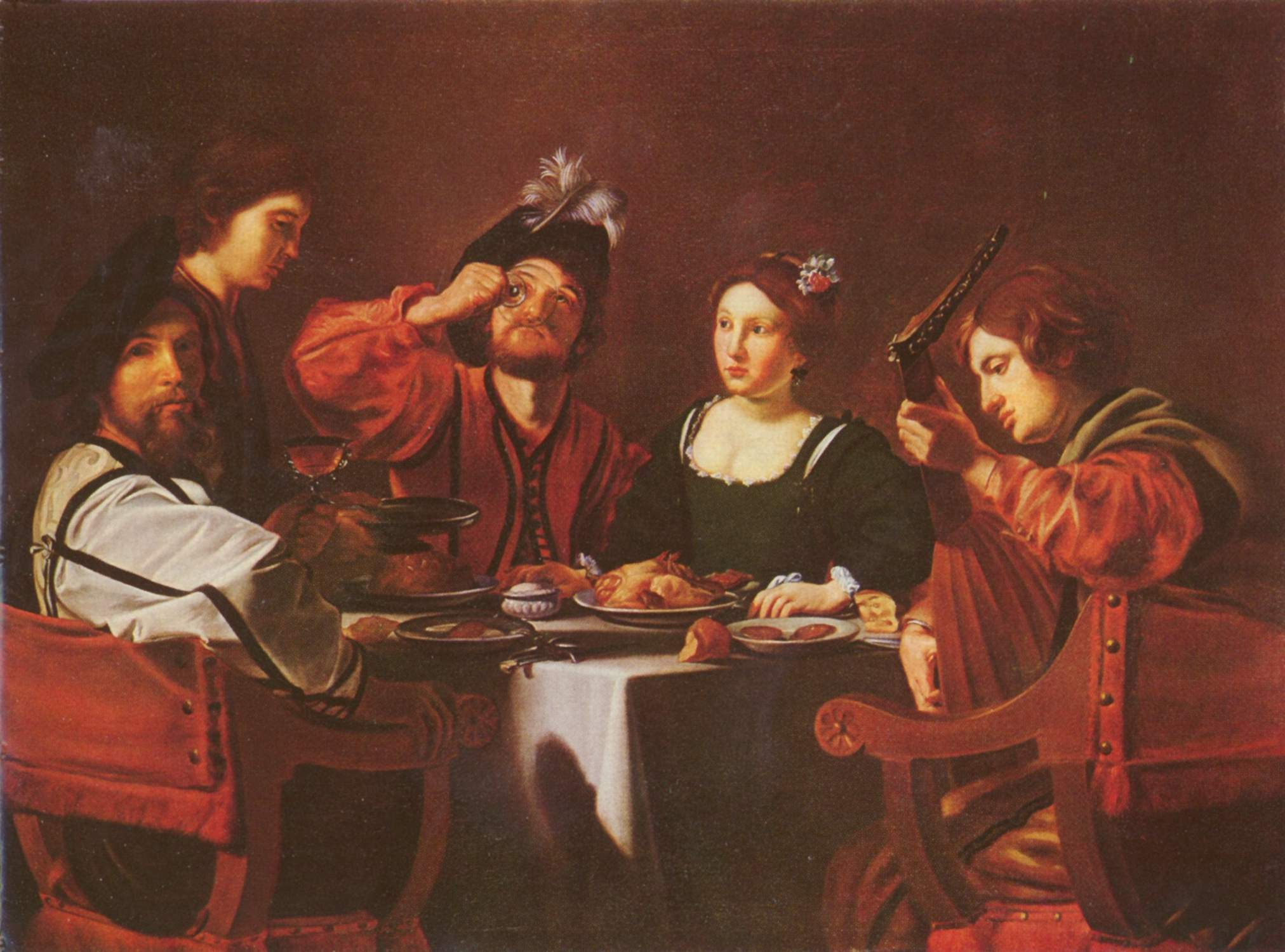
Nicolas Tournier, Gruppo a tavola

Nicolas Tournier (Montbéliard, 1590 – Tolosa, 1638 circa) è stato un pittore francese, esponente del Barocco.

## Biografia
Lavorò a Roma, fra il 1619 e il 1626, e qui subì l'influenza dell'opera di Caravaggio e, forse, ne divenne seguace. Si dedicò alla pittura di soggetti religiosi. Dopo il 1626 si recò nel sud della Francia. A Tolosa, oltre al Cristo deposto dalla croce nel Museo degli Agostiniani, si conserva un Angelo custode nella chiesa dei ss. Giusto e Narbone. Altre sue opere: Cena ad Emmaus e Vergine con Bambino.